# Ulkeus gratianus
Ulkeus gratianus är en skalbaggsart som först beskrevs av Bruch 1926.  Ulkeus gratianus ingår i släktet Ulkeus och familjen stumpbaggar. Inga underarter finns listade i Catalogue of Life.